# Heegan Football Club
L'Heegan Football Club, noto fino al 2013 come Somali Police Football Club, è una società calcistica somala con sede a Horsed. Fondato nel 1967, il club milita nella Somalia League, la massima serie del campionato somalo di calcio.
Il club disputa le gare interne al Banadir Stadium, con una capienza di circa 15 000 spettatori.

## Rosa 2011
| N. |                    | Ruolo | Calciatore              |
| -- | ------------------ | ----- | ----------------------- |
|    | Somalia (bandiera) |       | Liban Ali Ahmed Hussein |
|    | Somalia (bandiera) |       | Mohamed Ali             |
|    | Somalia (bandiera) |       | Muhammad Hersi          |
|    | Somalia (bandiera) |       | Osman Hussein           |
|    | Somalia (bandiera) |       | Salad Muse Hersi        |
|    | Somalia (bandiera) |       | Salad Ali Maalin        |
|    | Somalia (bandiera) |       | Mohamed Gabow           |
|    | Somalia (bandiera) |       | Fuad Samatar            |
|    | Somalia (bandiera) |       | Mohamed Shuqul          |
|    | Somalia (bandiera) |       | Ahmed Hussein           |
|    | Somalia (bandiera) |       | Silanyo                 |
|    | Somalia (bandiera) |       | Haji Nur                |

| N. |                    | Ruolo | Calciatore     |
| -- | ------------------ | ----- | -------------- |
|    | Somalia (bandiera) |       | Abdi Yusuf     |
|    | Somalia (bandiera) |       | Yusuf Hoosh    |
|    | Somalia (bandiera) |       | Ali Haaji      |
|    | Somalia (bandiera) |       | Hirsi Cumar    |
|    | Somalia (bandiera) |       | Adde Abdi      |
|    | Somalia (bandiera) |       | Muhammad Salad |
|    | Somalia (bandiera) |       | Habiiba Aziz   |
|    | Somalia (bandiera) |       | Adde Jaamac    |
|    | Somalia (bandiera) |       | Ibrahim Egal   |
|    | Somalia (bandiera) |       | Cumar Haji     |
|    | Somalia (bandiera) |       | Abdel Muhammad |

## Palmarès

### Competizioni nazionali
- Campionato somalo di calcio: 2

1967, 2015

### Altri piazzamenti
- Campionato somalo di calcio:

Terzo posto: 2018